# 第一生命ホール
第一生命ホール（だいいちせいめいホール）は、東京都中央区晴海の晴海アイランドトリトンスクエア内にあるコンサートホール。

## 概要

### 旧ホール時代
1952年（昭和27年）9月15日、第一生命創業50周年を記念して第一生命館の6階に設けられた。収容人数は約600名。室内楽やオーケストラの演奏会、ラジオの公開録音などさまざまなイベントに使われていた。また杉村春子主演の『女の一生』や『欲望という名の電車』の上演、三島由紀夫の『鹿鳴館』が初演されたこともある。1989年（平成元年）、第一生命館の保存とDNタワー21（農林中央金庫との複合ビル）への改築により閉館した。

### 現在のホール

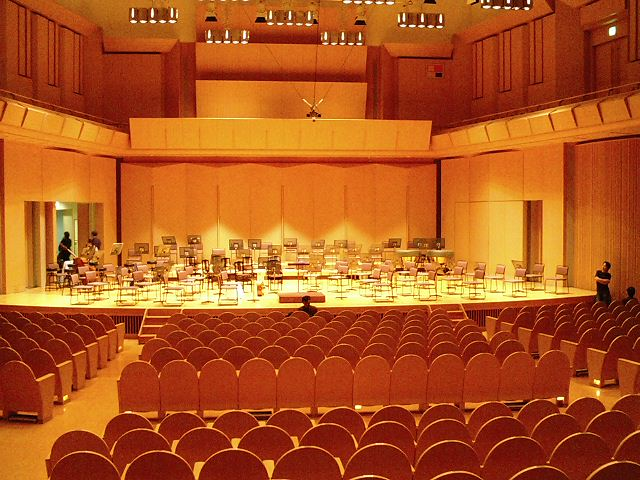
ホール内部

2001年（平成13年）11月、晴海アイランドトリトンスクエアに2代目の第一生命ホールがオープンした。現在は管理を第一生命が、演奏会の企画・運営をNPO法人が行っており、弦楽四重奏などの室内楽と旧ホール時代から続いている日本音楽集団の定期演奏会を中心に中小規模のオーケストラ・合唱団などの演奏会が行われている。収容人数は767名で、オーバル（楕円形）方式になっている。

## 設計・監理
- 株式会社竹中工務店
- レオ・ベラネク、竹中工務店技術研究所（音響設計）